# Shahdad Kot
Shahdad Kot är huvudort för distriktet Kambar Shahdad Kot i den pakistanska provinsen Sindh. Folkmängden uppgick till cirka 120 000 invånare vid folkräkningen 2017.